# Monti Imatong
I Monti Imatong sono una catena montuosa localizzata principalmente nello Stato di Imatong, nella parte sudorientale del Sudan del Sud, ma che si estende fino alla Regione Settentrionale dell'Uganda. Prima dell'attuale riorganizzazione degli Stati, la catena montuosa faceva parte dell'Equatoria Orientale, uno dei dieci stati del Sudan del Sud.
La vetta più elevata è il monte Kinyeti, alto 3187 m slm, che è anche il picco più elevato del Sudan del Sud.
La catena montuosa ha un clima equatoriale ed è ricoperta di fitte foreste montane che accolgono numerose specie selvatiche. Dalla metà del XX secolo l'ecologia dell'ambiente ha cominciato ad essere degradata a causa della deforestazione e dell'allevamento, provocando anche estesi fenomeni di erosione dei pendii.

## Geografia

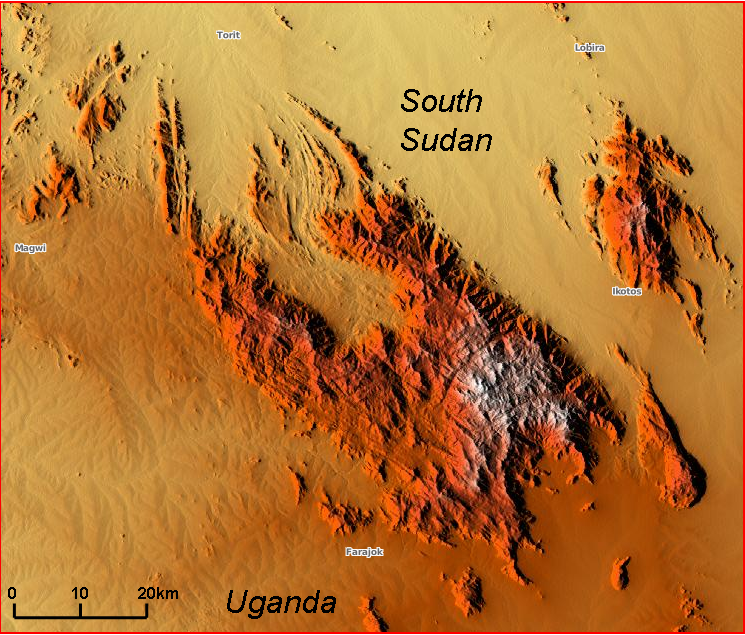
Mappa in rilievo della catena dei Monti Imatong (in falsi colori).

La parte occidentale del massiccio dei Monti Imatong è situato prevalentemente nella contea di Torit, mentre la parte orientale si trova nella contea di Ikotos nello Stato di Imatong. La localizzazione è circa 190 km a sudest di Giuba e a sud della strada principale che collega la città di Torit con Lokichoggio, al di là del confine con il Kenya.
La catena montuosa si innalza in modo ripido rispetto alla pianura circostante, che digrada lentamente dai 1000 m del confine tra Sudan del Sud e Uganda, fino ai 600 m di Torit a nord. Queste pianure sono solcate da diversi corsi d'acqua, separati da bassi rilievi arrotondati, e punteggiate di piccole colline di gneiss, che rappresentano scogli tettonici isolati dal contesto della catena principale.
I monti sono formati da rocce del basamento cristallino che si innalzano attraverso i depositi non consolidati del Cenozoico e del Neozoico presenti nelle pianure della zona di confine tra Sudan del Sud e Uganda. Il tipo di roccia più diffusa è il gneiss leucocratico ricco in quarzo. I monti presentano ripide pieghe e dalle loro pendici sorgano molti fiume ricchi di acqua in tutto l'anno.
Le montagne sono più alte nel settore sudorientale, dove un gruppo di picchi si eleva fino ai 3000 m e la cima più alta, il monte Kinyeti raggiunge i 3187 m. Questo alto gruppo di monti attorno al Kinyeti viene anche chiamato Monti Lomariti o Lolibai, mentre in Uganda vengono chiamati Monti Lomwaga.